# James Forten
James Forten (Filadelfia, 2 settembre 1766 – Filadelfia, 4 marzo 1842) è stato un abolizionista afroamericano e ricco uomo d'affari.
Nel corso della sua vita ha svolto numerosi lavori tra cui il dentista, il falegname, il pastore religioso e il minutemen.

## Biografia
Nato libero a Filadelfia, frequentò la African School, gestita dall'abolizionista Anthony Benezet  e fondata dai Quaccheri per i bambini di colore liberi. Dopo la morte del padre Thomas, Forten iniziò a lavorare all'età di sette anni per aiutare la madre Margaret e la sorella maggiore Abigail, prima come spazzacamino e poi come commesso in un negozio di alimentari. Sua madre insistette perché andasse a scuola per almeno altri due anni. Forten lasciò la scuola, per lavorare a tempo pieno, a nove anni. Le sue prime esperienze di lavoro ebbero per lui grande importanza e le usò come riferimento per valutare le proprie esperienze per tutto il resto della vita.
All'età di 15 anni, durante la Guerra d'indipendenza, Forten lavorò sulla nave corsara Royal Louis, dove pare abbia inventato un dispositivo per manovrare le vele delle navi. Stava giocando a biglie con il figlio del capitano Beasley, con cui era diventato amico, quando la nave fu catturata. Grazie a quella amicizia James non venne ridotto in schiavitù, venne trattato come un prigioniero di guerra regolare e fu trasferito sulla nave carcere inglese Jersey. Dopo la guerra divenne apprendista velaio. Nel 1786 divenne capo officina. In breve Forten mise in piedi una propria azienda di produzione di vele e con il reddito realizzato divenne uno dei neri più ricchi dell'America post-coloniale.
Forten, con l'aiuto del reverendo Richard Allen e di Absalom Jones, arruolò 2.500 neri a guardia di Filadelfia durante la guerra del 1812.

### Attivismo politico e sociale
(Julie Winch)
Forten utilizzò la ricchezza accumulata come industriale per perorare la moderazione nel bere, il suffragio femminile e soprattutto la parità di diritti per gli afroamericani. Forten riteneva che i neri dovevano lavorare per migliorare la loro situazione negli Stati Uniti e dovevano essere equamente tutelati dalla legge.
"Già nel 1800, fu tra i firmatari di una petizione al Congresso degli Stati Uniti per l'abolizione del commercio degli schiavi e la modifica della Fugitive Slave Law del 1793. Nel 1813 scrisse un pamphlet A Series of Letters by a Man of Color (raccolta di lettere di un uomo di colore), per opporsi a un disegno di legge del Senato della Pennsylvania che limitava l'immigrazione dei neri nello Stato, spesso il primo rifugio per le persone liberate, così come per i fuggitivi."
Forten e il reverendo Allen lavorarono insieme per istituire la prima Convention of Color nel 1817. Questa organizzazione sostenne l'insediamento di schiavi neri fuggiti in Canada, ma si oppose al piano per il rimpatrio dei neri in Africa. Forten non credeva che gli afroamericani dovessero lasciare il "proprio" territorio e pertanto era contro il programma e le attività della American Colonization Society (a favore del loro rimpatrio in Africa). Forten faceva parte del numeroso gruppo che si opponeva a questa organizzazione. Mentre poco prima della Abraham Camp sosteneva la necessità di lasciare l'America, Forten condusse poi una protesta contro la American Colonization Society e in qualità di presidente condusse la protesta tenutasi nella Bethel Church a Filadelfia.
Era in particolare contro la politica britannica di reinsediamento dei neri lealisti veterani della Guerra d'indipendenza in Sierra Leone.
"Nel 1817, Forten e il vescovo della African Methodist Episcopal Church (Chiesa Episcopale Metodista Africana, chiamata anche AME Church ) Richard Allen organizzarono 3.000 neri di Filadelfia per protestare contro le attività della American Colonization Society, che stava lavorando per realizzare una colonia fuori dagli Stati Uniti per gli afroamericani".
La Rivoluzione haitiana (1791–1804) faceva ritenere ai neri americani vantaggiosa una eventuale emigrazione nell'isola, dopo che questa aveva conquistato l'indipendenza, visto che era una repubblica guidata da neri. La sua indipendenza introdusse molte dispute complesse tra i neri liberi degli Stati Uniti. James Forten fu uno dei leader neri importanti del tutto contrari ad eventuali emigrazioni. Egli credeva fermamente che ai neri doveva essere concesso un ruolo di parità negli Stati Uniti; riteneva che era molto meglio lottare per una società egualitaria degli Stati Uniti, piuttosto che fuggire dal Paese.
Forten non fu sempre contro l'emigrazione e il progetto della American Colonization Society di "... inviare i neri liberi e liberati in Africa. In una occasione, aveva perfino dato i soldi per l'American Colonization Society. Sostenne anche Paul Cuffee... che trasportò trentotto persone in Sierra Leone nel 1815. Forten in seguito cambiò idea. In seguito ritenne che l'American Colonization Society lavorasse contro gli interessi dei neri americani e divenne un fiero oppositore della ri-africanizzazione".
Nel 1833 Forten aiutò William Lloyd Garrison e Robert Purvis a creare l'American Anti-Slavery Society. Nel corso degli anni diede loro un generoso sostegno finanziario. Contribuì anche con articoli occasionali al giornale abolizionista di Garrison The Liberator.
Nel 2002 Molefi Kete Asante, ha inserito James Forten nella lista dei 100 afroamericani più importanti della storia.

### Matrimoni e famiglia
Forten si era sposato due volte; la sua prima moglie, Martha "Patty" Beatty morì dopo pochi mesi di matrimonio nel 1804 e, nel 1806, si sposò con Charlotte Vandine (1785-1884). Ebbero nove figli: 
- Margaretta Forten (1806-1875)
- Charlotte Forten (1808-1814)
- Harriet Forten Purvis (1810-1875)
- James Forten Jr. (1811- circa 1870)
- Sarah Louisa Forten Purvis (1814-1884)
- Robert Bridges Forten (1813-1864)
- Mary Theresa Forten (1815-1842)
- Thomas Willing Francis Forten (1817-1897)
- William Deas Forten (1823-1909).

James Jr. e Robert seguirono la strada del padre nella conduzione della ditta di veleria.
Come suo padre, il figlio Robert divenne un energico attivista contro la schiavitù. Le figlie Harriet e Sarah Louisa sposarono i fratelli, anche loro abolizionisti, Robert Purvis e Joseph Purvis, rispettivamente. La figlia Margaretta divenne una militante della Female Anti-Slavery Society di Filadelfia nel 1845 ed educatrice.
La nipote Charlotte Forten Grimké portò avanti gli ideali ereditati dalla famiglia diventando poetessa, educatrice e, naturalmente, abolizionista.
(Tonya Bolden)